# Etenzamida
Etenzamida é um analgésico e anti-inflamatório comum que é utilizado para o alívio de febre, dores de cabeça, e outras pequenas dores. É um ingrediente importante de numerosos medicamentos para tratamento sintomático de gripe e resfriados analgésicos muito prescritos.
Quimicamente é o composto orgânico 2-etoxibenzamida (nome IUPAC 2-ethoxybenzamide), número CAS 938-73-8, de fórmula química C9H11NO2.